# Kia Forum
A Kia Forum, más néven Los Angeles Forum, korábban Great Western Forum egy multifunkciós fedett aréna a kaliforniai Inglewoodban, az Egyesült Államokban, Los Angeles szomszédságában. A West Manchester Boulevardon található, délre a Pincay Drive, keletre és nyugatra pedig a Kareem Court és a Prairie Avenue között, a SoFi Stadiontól és a Hollywood Park Casinótól északra, a Los Angeles-i nemzetközi repülőtértől (LAX) pedig körülbelül 4,8 km-re keletre.
A Forum 1967. december 30-án nyílt meg. Charles Luckman építész elképzeléseit Carl Johnson és Svend Nielsen mérnökök valósították meg. Ez egy úttörő szerkezet volt, amely nem tartalmazott kiterjedt belső tartóoszlopokat, ami egyedülálló volt a Forum méretű fedett arénában. A Kia Forum teteje, egy kábellel felfüggesztett szerkezet, átmérője körülbelül 124 méter. Ez azt jelenti, hogy a Kia Forum főszerkezete a legszélesebb pontján nagyjából 124 méter széles.
1967-től 1999-ig a Forum adott otthont a Los Angeles Lakersnek a Nemzeti Kosárlabda Szövetségben (NBA) és a Los Angeles Kingsnek a Nemzeti Jégkorong Ligában (NHL), mielőtt mindkét csapat csatlakozott az NBA-ben szereplő Los Angeles Clippershez a Crypto.com Arénában, az akkori Staples Centerben. 1997 és 2001 között a Forum adott otthont a WNBA Los Angeles Sparks csapatának is, amíg ők is át nem költöztek a Crypto.com Arénába. A New York-i Madison Square Garden mellett a Forum egykor az Egyesült Államok egyik legismertebb fedett sportcsarnoka volt, főként a Lakers sikereinek és a gyakran ott látott hollywoodi hírességeknek köszönhetően. Itt rendezték meg 1972-ben és 1983-ban az NBA All-Star Games-t, 1981-ben az NHL All-Star Game-et, 1984-ben az olimpiai kosárlabdát, valamint a Big West Conference (1983-tól 1988-ig) és 1989-ben a Pacific-10 Conference férfi kosárlabda-bajnokságát. A helyszín tenisz- és bokszmérkőzéseknek, valamint nagyszabású zenei koncerteknek és politikai eseményeknek is otthont adott.
2000-ben a Forumot a Faithful Central Bible Church vásárolta meg, amely alkalmi istentiszteletekre használta, és sportesemények, koncertek és egyéb rendezvények számára bérelte ki. 2012-ben a Forumot a Madison Square Garden Company (MSG) vásárolta meg 23,5 millió dollárért; az MSG bejelentette, hogy az arénát világszínvonalú koncerthelyszínként kívánja felújítani. 2014. szeptember 24-én a Forumot felvették a történelmi helyek nemzeti jegyzékébe. 2020. március 24-én a Los Angeles Clippers tulajdonosa, Steve Ballmer 400 millió dollárért megvásárolta a The Forumot az MSG-től.

## Fordítás
Ez a szócikk részben vagy egészben  a   Kia Forum című angol Wikipédia-szócikk fordításán alapul.  Az eredeti cikk szerkesztőit annak laptörténete sorolja fel. Ez a jelzés csupán a megfogalmazás eredetét és a szerzői jogokat jelzi, nem szolgál a cikkben szereplő információk forrásmegjelöléseként.